# Айнська мова
Айнська мова (айн. アイヌ イタㇰ (Ainu itak) — айну ітак; яп. アイヌ語 — (Ainu go) — айну ґо) — мова, якою розмовляють айни, корінні мешканці островів Хоккайдо, Сахаліну, Курильських островів та півдня Камчатки. Вважається ізольованою мовою.

## Поширення

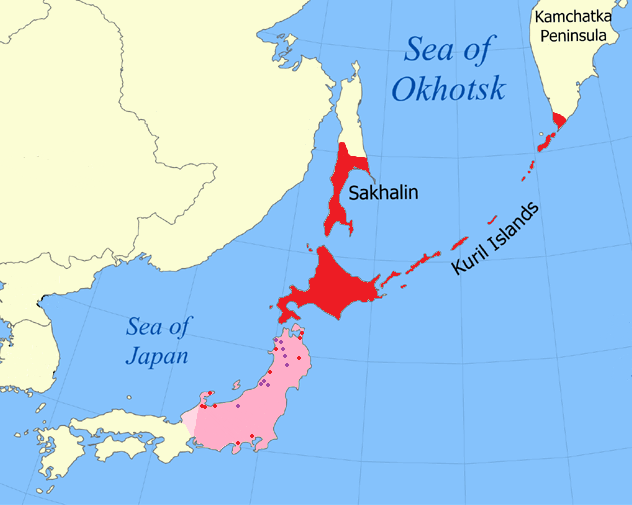
Поширення айнської мови на середину ХІХ ст.

Кількість носіїв мови у світі не підрахована. Більшість мовців проживає в Японії на острові Хоккайдо. Незначні зрусифіковані громади мешкають на Сахаліні, Курильських островах та півдні Камчатки. Багато айнів, які проживають на території Японії та Росії, під тиском асиміляції забули власну мову. Деякі представники цього народу відмовились від власної айнської ідентичності або приховують її через страх перед дискримінацією. Фактично мова айнів перебуває на межі зникнення.

## Діалекти
Дослідники виділяють 19 діалектів айнської мови. Найбільші з них:
- Сахалінський (Saghilin) — останній носій помер 1994 року[2]
- Тараїкський (Taraika)
- Хоккайдоський або Едзо (Hokkaido або Ezo)
- Курильський, Шикотанівський або Тісімський (Kuril, Shikotan або Tsishima)

## Граматика
- Айнська мова є аглютинативною з деякими рисами флективності. Існують 3 системи флективних особистих префіксів дієслова: одна вказує на особу діяча при перехідних дієсловах (cinukar - «ми бачимо»), інша - на особу об'єкта при перехідних дієсловах (unnukar - «нас бачать»), третя - використовується в неперехідних дієсловах (в останній системі вживаються й аглютинативні суфікси): mina'as - «ми сміємося» (скрізь ексклюзивні форми). Є протиставлення інклюзивних та неінклюзівних (на Хоккайдо), ввічливих та неввічливих форм.
- Суб'єктний та об'єктний показники можуть зливатися у нерозкладний префікс: kunukar - «я бачу», enukar - «ти бачиш», ecinukar - «ви бачите його». Суб'єктні префікси перехідних дієслів є також показниками присвійності при іменниках. Існує розвинена система префіксів, які змінюють валентність дієслова: mina - «сміятися» (непереходне дієслово), emina - «сміятися над ким-небудь (чимось)» (перехідне дієслово). Для модифікації значення дієслова використовується розвинена система постдієслівних часток та допоміжних дієслів. Категорія часу формально не виражена. Класу прикметників немає, відповідні значення виражаються неперехідними дієсловами. Мова має номінативно-ергативну будову. Залежний член речення міститься перед головним. Поширений сполучниковий зв'язок.
- Порядок слів у реченні SOV (Subject Object Verb).

## Приклади фраз
- Iyayraykere. (Іяйрайкере) —дякую
- I ram karap te. (Ірамкарапте) — Добридень
- E iwanke ya? (Е іванке я?) — Як справи?
- Apunno paye yan. (Апунно пає ян.)/Apunno oka yan.(Апунно ока ян) — До побачення!
- mici, ona (мічі, она) — батько
- unu, totto (уну, тотто) — мати
- ekas (екась) — дідусь
- sut, huci (сут, хучі) — бабуся
- yup, yupo (юп, юпо)/aku (аку) — брат
- sa, sapo (са, сапо)/macirpe, matapa (мачірпе, матапа) — сестра
- po (по) — син.